# Джеймсон (Міссурі)
Джеймсон (англ. Jameson) — селище (англ. village) в США, в окрузі Девісс штату Міссурі. Населення — 73 особи (2020).

## Географія
Джеймсон розташований за координатами 40°0′21″ пн. ш. 93°59′16″ зх. д. / 40.00583° пн. ш. 93.98778° зх. д. (40.005852, -93.987789).  За даними Бюро перепису населення США в 2010 році селище мало площу 0,58 км², уся площа — суходіл.

## Демографія
Згідно з переписом 2010 року, у місті мешкали 133 особи в 50 домогосподарствах у складі 32 родин. Густота населення становила 229 осіб/км².  Було 63 помешкання (109/км²).
Расовий склад населення:
| - 88,0 % — білих - 2,3 % — корінних американців |

До двох чи більше рас належало 9,0 %. Частка іспаномовних становила 3,0 % від усіх жителів.
За віковим діапазоном населення розподілялося таким чином: 34,6 % — особи молодші 18 років, 54,1 % — особи у віці 18—64 років, 11,3 % — особи у віці 65 років та старші. Медіана віку мешканця становила 35,5 року. На 100 осіб жіночої статі у місті припадало 87,3 чоловіків;  на 100 жінок у віці від 18 років та старших — 89,1 чоловіків також старших 18 років.
Середній дохід на одне домашнє господарство  становив 37 167 доларів США (медіана — 34 028), а середній дохід на одну сім'ю — 41 070 доларів (медіана — 34 583). За межею бідності перебувало 9,8 % осіб, у тому числі 0,0 % дітей у віці до 18 років та 15,0 % осіб у віці 65 років та старших.
Цивільне працевлаштоване населення становило 32 особи. Основні галузі зайнятості: освіта, охорона здоров'я та соціальна допомога — 46,9 %, виробництво — 21,9 %, сільське господарство, лісництво, риболовля — 18,8 %.